# Parafia Ciała i Krwi Pańskiej w Smętowie Granicznym
Parafia Ciała i Krwi Pańskiej w Smętowie Granicznym – parafia rzymskokatolicka w dekanacie Nowe nad Wisłą diecezji pelplińskiej.
Od 2012 proboszczem jest ks. Leszek Kozłowski.

## Zasięg parafii
Na parafii należą wierni z miejscowości: Bobrowiec, Czerwińsk, Dębowo, Kopytkowo, Kulmaga, Luchowo, Smarzewo, Smętówko, Wielkie Wyręby. Miejscowości te znajdują się w gminie Smętowo Graniczne, w powiecie starogardzkim, w województwie pomorskim.